# جين دالي (ممثلة)
جين دالي (بالإنجليزية: Jane Daly)‏ هي ممثلة مسرحية موسيقية ‏ وممثلة أمريكية، ولدت في 20 أبريل 1948 في فيلادلفيا في الولايات المتحدة.

## أعمال

### أفلام
- مهمة مستحيلة 3[6]

## وصلات خارجية
- جين دالي (ممثلة) على موقع IMDb (الإنجليزية)
- جين دالي (ممثلة) على موقع قاعدة بيانات الفيلم (الإنجليزية)